# Elisa Gargiulo
Elisa Gargiulo (São Paulo, 18 de março de 1980) é uma militante feminista autônoma do campo da comunicação, das artes e da tecnologia. Realiza projetos de audiovisual para entidades feministas brasileiras como União de Mulheres de São Paulo, fundada por mulheres sobreviventes da ditadura militar brasileira. Também faz projetos com o Centro Informação Mulher, Centro Feminista de Documentação da América Latina, e Católicas pelo Direito de Decidir.
Elisa também é conhecida por ser vocalista da banda hardcore Dominatrix (de 1995 até hoje), e pelos anos em que foi atuante na Marcha das Vadias de São Paulo (de 2011 a 2013).

## Ativismo
Elisa começou no campo ativista feminista como autora de zines, em especial a Kaostica  publicada em 1997, onde fala sobre o movimento Riot Grrrl no Brasil. Mesmo tendo 14 anos na época, Elisa já tinha um entendimento do que era feminismo e, pouco tempo depois fundou a banda Dominatrix. Teve como articulação feminista com os coletivos Artemísia, o coletivo Quitéria (premiada com projeto) a produção do Ladyfest Brasil e o coletivo da Marcha das Vadias de SP.

## Produção Musical
Tocou nas bandas Cosmogonia, Catalina, Lava, Fantasmina, Visiona e Dominatrix, a trilha do 4 minas e a composição de "Ventre Livre de Fato" (que foi capa da "Caros Amigos").

## Produção Audiovisual
Fez as campanhas audiovisuais pelo grupo Católicas pelo Direito de Decidir, um documentário sobre a União de Mulheres de São Paulo, o documentário sobre o projeto "30 anos de transversalidade dos feminismos no Brasil" e o Documentário "4 minas".